# 한국장로교총연합회
한국장로교총연합회(韓國長老敎總聯合會, 약칭 한장총)는 대한민국 장로교 교단들의 연합 단체이다. 1981년 2월 1일에 대한예수교장로회(고신), 대한예수교장로회(대신), 대한예수교장로회(통합), 대한예수교장로회(합동), 한국기독교장로회 (한글 순) 등 5개 한국 장로교회 주요 교단의 연합으로 출범했다. 제39회기 (2021년11월~2022년10월) 현재 26개의 교단이 가입되어 있으며, 12개의 상임 위원회와 10개의 특별 위원회, 한국장로교신학회가 활동 중이다. 2009년부터 칼뱅탄생 500주년을 맞이하여 그의 생일인 7월 10일을 기념해 장로교의 날을 기념하여 7월 중에 장로교의 날로 예배를 한다. 대표회장 한영훈 목사이며 상임회장 정서영 목사이고 사무총장은 백명기 목사이다.

## 제 39회기 임원들
| 제39회기 임원회 (2021.11.-2022.10) |

|  |

| 직 책      | 이 름                                           | 이 름                                           | 이 름                                           | 비 고               | 비 고               | 비 고               |
| 대표회장   | 천환 목사                                       | 천환 목사                                       | 천환 목사                                       | 고신                | 고신                | 고신                |
| 상임회장   | 정서영 목사                                     | 정서영 목사                                     | 정서영 목사                                     | 합동개혁            | 합동개혁            | 합동개혁            |
| 공동회장   | 회원교단 총회장                                 | 회원교단 총회장                                 | 회원교단 총회장                                 | 26개 교단           | 26개 교단           | 26개 교단           |
| 부회장     | 장향희 목사 권오헌 목사 김순미 장로 양성수 장로 | 장향희 목사 권오헌 목사 김순미 장로 양성수 장로 | 장향희 목사 권오헌 목사 김순미 장로 양성수 장로 | 통합 고신 통합 합동 | 통합 고신 통합 합동 | 통합 고신 통합 합동 |
| 서기       | 조강신 목사                                     | 조강신 목사                                     | 조강신 목사                                     | 대신                | 대신                | 대신                |
| 부서기     | 이승진 목사                                     | 이승진 목사                                     | 이승진 목사                                     | 합동중앙            | 합동중앙            | 합동중앙            |
| 회록서기   | 김순귀 목사                                     | 김순귀 목사                                     | 김순귀 목사                                     | 개혁                | 개혁                | 개혁                |
| 부회록서기 | 강동규 목사                                     | 강동규 목사                                     | 강동규 목사                                     | 개혁선교            | 개혁선교            | 개혁선교            |
| 회계       | 김충무 장로                                     | 김충무 장로                                     | 김충무 장로                                     | 고신                | 고신                | 고신                |
| 부회계     | 김다은 목사                                     | 김다은 목사                                     | 김다은 목사                                     | 한영                | 한영                | 한영                |

| 감 사 | 안옥섭 장로 | 안옥섭 장로 | 안옥섭 장로 | 통합     | 통합     | 통합     |
| 감 사 | 소병기 목사 | 소병기 목사 | 소병기 목사 | 합동복구 | 합동복구 | 합동복구 |
| 감 사 | 강세창 목사 | 강세창 목사 | 강세창 목사 | 합동동신 | 합동동신 | 합동동신 |

## 상임위원회
| 제 39회기 위원회 |

|            | 위원회                     | 이름          | 교단     |
| 상임위원회 | 장로교발전위원회           | 오정호 목사   | 합동     |
| 상임위원회 | 신학위원회                 | 박재필 목사   | 통합     |
| 상임위원회 | 선교위원회                 | 강영구 목사   | 고신     |
| 상임위원회 | 사회정책위원회             | 황연식 목사   | 호헌     |
| 상임위원회 | 평화통일위원회             | 이진섭 목사   | 개혁     |
| 상임위원회 | 교류협력위원회             | 송홍도 목사   | 대신     |
| 상임위원회 | 교회부흥위원회             | 오범열 목사   | 합동     |
| 상임위원회 | 국제위원회                 | 허 은 목사    | 합동     |
| 상임위원회 | 언론홍보위원회             | 장형준 목사   | 백석     |
| 상임위원회 | 평신도위원회               | 최내화 장로   | 통합     |
| 상임위원회 | 여성위원회                 | 권미숙 목사   | 합동개혁 |
| 상임위원회 | 다음세대위원회             | 장사무엘 목사 | 백석     |
| 특별위원회 | 역사기록위원회             | 소병기 목사   | 합동복구 |
| 특별위원회 | 장로교역사탐방위원회       | 서창원 목사   | 합동     |
| 특별위원회 | 이슬람대책위원회           | 이만석 목사   | 통합     |
| 특별위원회 | 생태환경위원회             | 김상윤 목사   | 합동     |
| 특별위원회 | 기도운동위원회             | 강창훈 목사   | 합동     |
| 특별위원회 | 방송위원회                 | 최 선 목사    | 백석     |
| 특별위원회 | 홈페이지보완위원회         | 이원해 목사   | 한영     |
| 특별위원회 | 자랑스러운장로교인상위원회 | 김보현 목사   | 통합     |
| 특별위원회 | 교단영입위원회             | 고영기 목사   | 합동     |
| 특별위원회 | 회보발행위원회             | 우상용 목사   | 한영     |

|  |  |

## 사무국
| 총 무    | 고영기 목사 | 합동     |
| 총 무    | 김종명 목사 | 백석     |
| 협동총무 | 김보현 목사 | 통합     |
| 협동총무 | 이영한 목사 | 고신     |
| 협동총무 | 김창주 목사 | 기장     |
| 협동총무 | 황연식 목사 | 호헌     |
| 협동총무 | 정성엽 목사 | 합신     |
| 협동총무 | 맹상복 목사 | 합동개혁 |
| 협동총무 | 황세한 목사 | 개혁총연 |
| 협동총무 | 김고현 목사 | 보수     |
| 협동총무 | 김명찬 목사 | 한영     |
| 협동총무 | 주문규 목사 | 피어선   |
| 사무총장 | 백명기 목사 |          |

## 2017년 활동사항
| 2017. 1. 2    | 2017 신년하례회 (베스트웨스턴 국도호텔 / 서울시 중구)                                                                           |
| 2017. 1. 8    | 한장총 부흥사협의회 제34대 대표회장 취임감사예배(대표회장 이종석목사)                                                           |
| 2017. 3. 18   | 한국장로교신학회 종교개혁500주년기념 공동학술대회                                                                               |
| 2017. 3. 27   | 한국교회 제19대 대선정책 연대(한대연) 포럼 개최                                                                                 |
| 2017. 5. 11   | 제6회 한국장로교 신학대학교 연합찬양제 (월드글로리아센터)                                                                       |
| 2017. 6. 22   | 엑소더스 한반도 포럼 개최(비전70위원회 주관, 새중앙교회)                                                                        |
| 2017. 7. 3-14 | Refo500 국제대회 참가 및 종교개혁유적지 방문(독일,체코 등) -WCRC(세계개혁교회커뮤니언) 제26차 총회 및 종교개혁 만국 박람회 참가 |
| 2017. 9. 1    | 제9회 장로교의 날 대회 개최 (장로회신학대학교 한경직기념예배당) 표어: 종교개혁500주년, 다시 하나님 앞에서                       |
| 2017. 9. 1    | 『대한민국을 빛낸 기독교 120인』발간 (쿰란출판사)                                                                               |
| 2017. 9. 4-8  | 종교개혁500주년 기념 라오스 교회건축지원 헌당 선교지 방문 (후웨이삭칸 교회                                                      |

## 같이 보기
- CBS기독교방송
- 한국장로회총연합회
- 장로교
- 대한예수교장로회
- 대한예수교장로회연합회
- 대한예수교장로회총회연합회
- 한국장로교신학회
- 요한칼빈탄생500주년기념사업회